# Chlorophytum tuberosum
Chlorophytum tuberosum là một loài thực vật có hoa trong họ Măng tây. Loài này được (Roxb.) Baker mô tả khoa học đầu tiên năm 1876.